# Partamona nigrior
Partamona nigrior är en biart som först beskrevs av Cockerell 1925.  Partamona nigrior ingår i släktet Partamona och familjen långtungebin. Inga underarter finns listade i Catalogue of Life.